# Тимелія золотиста
Тиме́лія золотиста (Chrysomma sinense) — вид горобцеподібних птахів родини суторових (Paradoxornithidae). Мешкає в Південній і Південно-Східній Азії.

## Опис

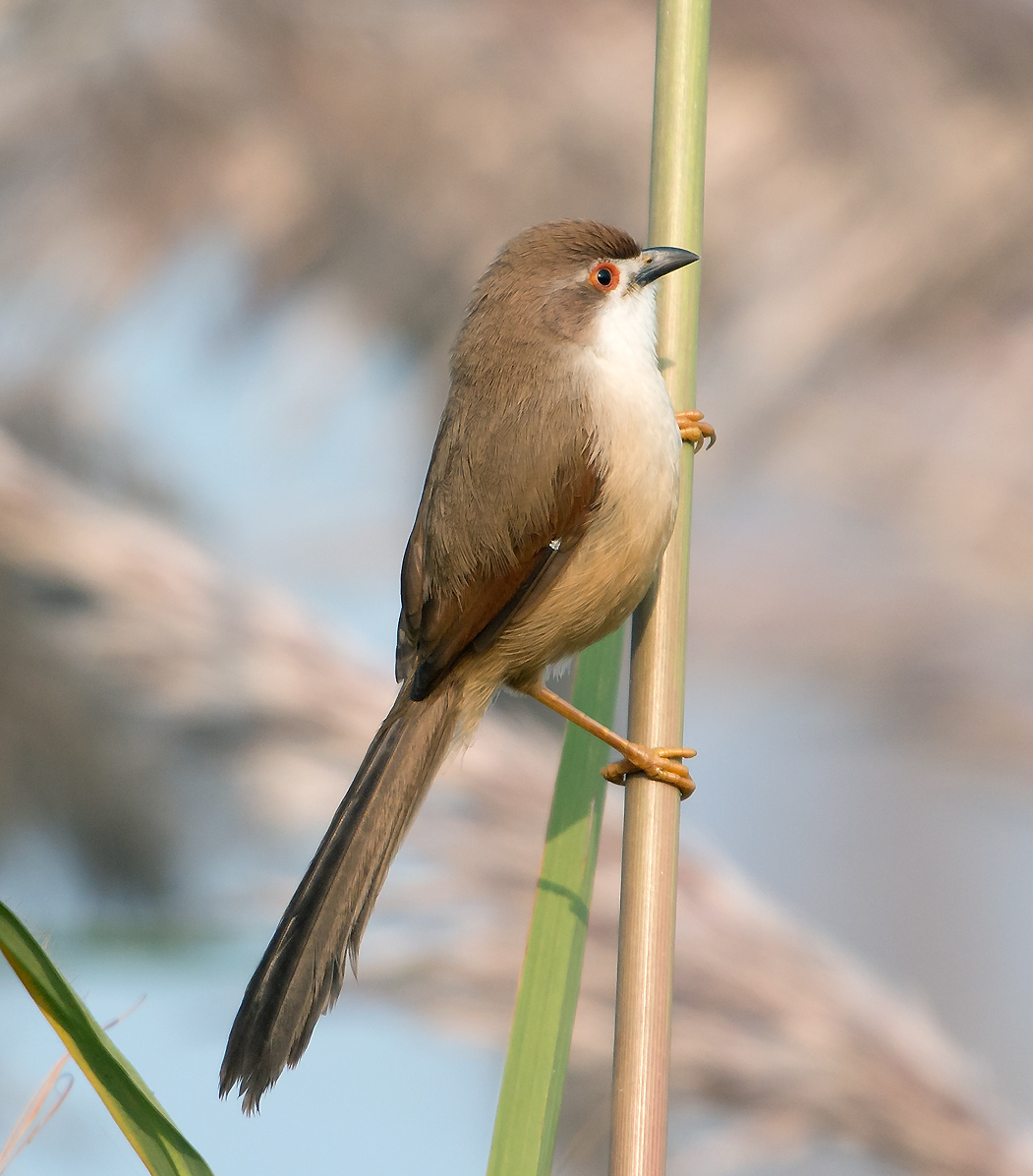
Золотиста тимелія

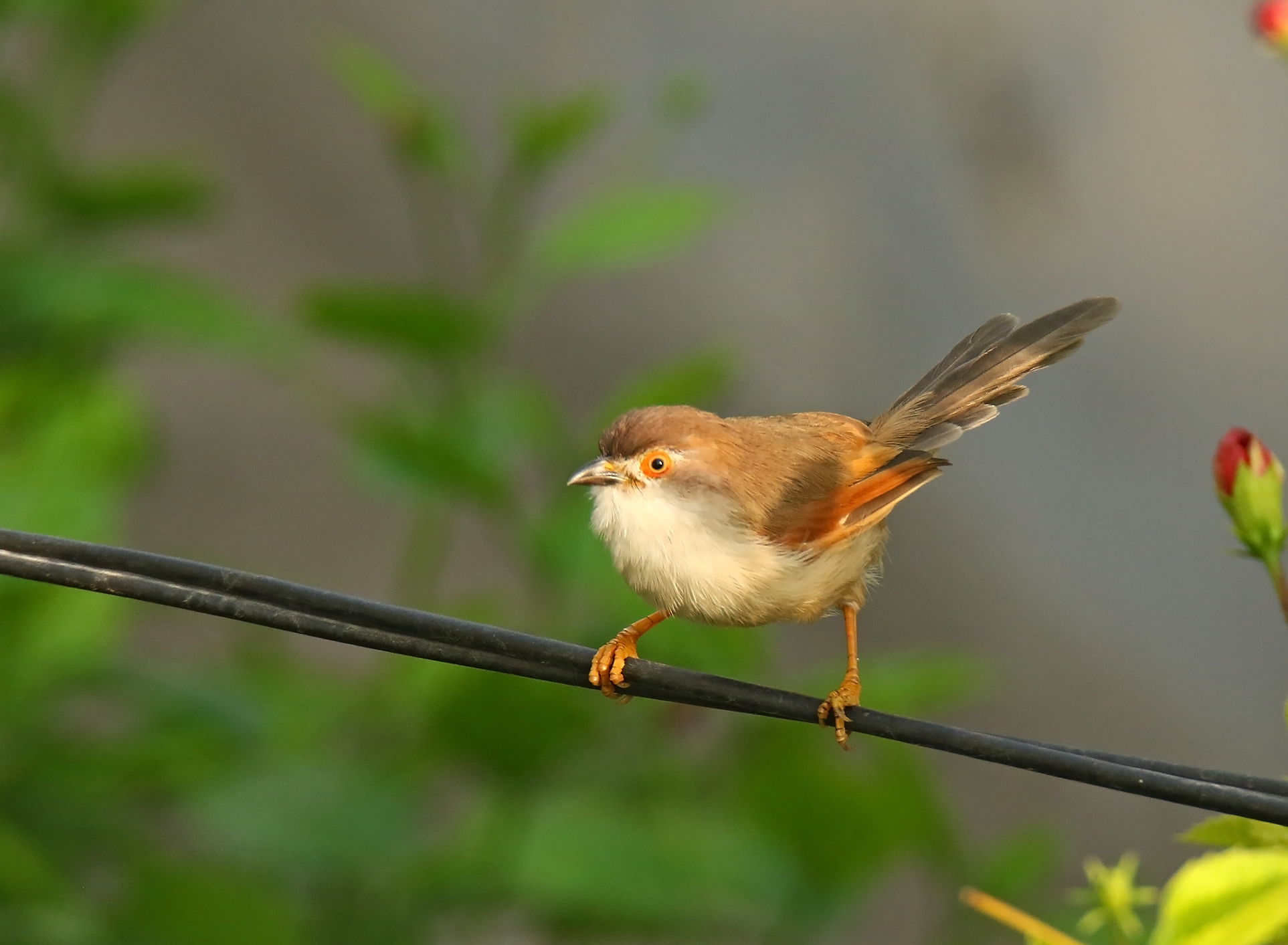
Золотиста тимелія

Довжина птаха становить 18-23 см, враховуючи довгий східчастий хвіст. Верхня частина тіла коричнева, крила рудувато-коричневі. Обличчя біле, над очима білі "брови", навколо очей оранжеві кільця. Нижня частина тіла жовтувато-біла. Дзьоб відносно короткий, чорний, ніздрі жовті. Виду не притаманний статевий диморфізм. У представників підвиду C. s. nasale ніздрі чорні, дзьоб загалом товстіший. У представників підвиду C. s. hypoleucum ніздрі жовті, забарвлення загалом блідіше.

## Підвиди
Виділяють три підвиди:
- C. s. nasale (Legge, 1879) — Шрі-Ланка;
- C. s. hypoleucum (Franklin, 1831) — Пакистан, Індія (за винятком північного сходу) і південний Непал;
- C. s. sinense (Gmelin, JF, 1789) — Північно-Східна Індія, Південний Китай і Індокитай.

## Поширення і екологія
Золотисті тимелії мешкають в Пакистані, Індії, Непалі, Бангладеш, Китаї, М'янмі, Таїланді, Лаосі, В'єтнамі та на Шрі-Ланці. Вони живуть на сухих і вологих луках, зокрема на заплавних, в сухих і вологих чагарникових заростях, на полях і болотах. Зустрічаються на висоті до 1200 м над рівнем моря.

## Поведінка
Золотисті тимелії зустрічаються парами або зграйками від 5 до 15 птахів. Іноді приєднуються до змішаних зграй птахів разом з приніями. Живляться комахами та їх личинками, павуками, ягодами і нектаром. Сезон розмноження триває з березня по листопад. Гніздо глибоке, конусоподібне, зроблене з трави, встелене рослинними волокнами, зовні вкрите павутинням, воно підвішується між двома очеретинками або гілочками. В кладці від 3 до 5 рожевувато-білих яєць, поцяткованих каштаново-рудуватими плямками. Інкубаційний період триває 15-16 днів, пташенята покидають гніздо через 13 днів після вилуплення.